# NOYB
NOYB – Centre Europeu per a Drets Digitals (l'acrònim noyb és de «none of your business») és una organització sense ànim de lucre que es va fundar a Viena l'any 2017. Malgrat que la seva seu sigui a Viena, el plantejament de NOYB és realitzar un treball col·laboratiu a nivell europeu. L'activista i advocat austríac Max Schrems va cofundar NOYB. Es va aconseguir el finançament inicial de 250,000 € gràcies a les donacions dels membres. Actualment, més de 3500 membres donen suport financer a NOYB. L'objectiu de l'entitat és impulsar casos estratègics als tribunals i posar en marxa iniciatives en els mitjans de comunicació per enfortir el Reglament General de Protecció de Dades (RGPD), la proposta ePrivacy Control, i la privacitat de les dades en general.
Mentre que moltes organitzacions pels drets digitals presten atenció a l'actuació dels governs, NOYB s'enfoca en els assumptes de privacitat i les vulneracions de drets en el sector privat. Sota l'article 80, el RGPD preveu que organitzacions sense ànim de lucre poden prendre acció o representar usuaris. L'entitat ha estat reconeguda com a «entitat qualificada» per representar els consumidors en una acció de reparació col·lectiva a Bèlgica.

## Accions notables
Les accions legals diferents de NOYB contra empreses tecnològiques que presumptament vulneraven el RGPD, inclouen:

### Transferències de dades UE–EEUU (Schrems I, Schrems II)
L'any 2016, la Comissió de Protecció de Dades irlandesa (DPC) va fer una demanda contra Max Schrems i Facebook que es va basar en una queixa de 2013. La demanda va portar a una decisió sobre l'acord Safe Harbor. Aquella decisió del Tribunal de Justícia de la Unió Europea (TJUE) va invalidar la transferència de dades sota l'acord Safe Harbor (Schrems I). Quan el cas va ser tornat al DPC, el regulador irlandès va trobar que Facebook havia fet servir clàusules contractuals tipus, però no es basava en l'acord Safe Harbor invalidat. El DPC va trobar que hi havia preocupacions ben fundades per part de Schrems en referència a aquelles clàusules, però en comptes de prendre acció contra Facebook, va iniciar un procediment contra Facebook i Schrems al tribunal suprem irlandès. El cas era finalment referit al TJUE com a C-311/18 (Schrems II). NOYB va donar suport a aquest cas privat de Schrems. Finalment, el TJUE va invalidar l'acord Privacy Shield, que s'havia creat per reemplaçar l'anterior acord Safe Harbor per regular novament les transferències de dades de l'UE als EUA.

### Queixes pel consentiment forçós (2018)
Només hores després que la normativa del Reglament General de Protecció de Dades comencés a estar vigent el 25 de maig de 2018, NOYB va presentar demandes contra Facebook i els seus filials WhatsApp i Instagram, així com Google LLC (amb referència a Android), per vulnerar l'Article 7(4). Se'ls acusava d'intentar bloquejar completament els usuaris dels seus serveis, si no donessin el consentiment al processament de totes les seves dades, malgrat que això inclogués també uns consentiments que no es consideren necessaris per a l'ús dels serveis. Basant-se en aquesta demanda, l'autoritat francesa de protecció de dades CNIL va emetre una multa de 50 milions d'euros a Google LLC.

### Carta oberta quant al mecanisme de cooperació del RGPD (2020)
NOYB també pressiona els reguladors perqué apliquin les lleis de protecció de dades. En una carta oberta, NOYB va acusar la Comissió Irlandesa de Protecció de Dades d'actuar massa lentament i perquè va tenir deu reunions amb Facebook abans que el GDPR es faci efectiu.

## Wiki
NOYB va iniciar un wiki col·laboratiu en relació amb el RGPD anomenat GDPRhub. La pàgina web serveix per recollir resums en llengua anglèsa de decisions locals per autoritats de protecció de dades o tribunals sobre casos en el marc del RGPD.